# Scoliacma
Scoliacma là một chi bướm đêm thuộc phân họ Arctiinae, họ Erebidae.

## Các loài
- Scoliacma albicostata Hampson, 1918
- Scoliacma albogrisea Rothschild, 1912
- Scoliacma aroa Bethune-Baker, 1904
- Scoliacma brunnea Druce, 1899
- Scoliacma fuscofascia Rothschild, 1913
- Scoliacma hampsoni Bethune-Baker, 1904
- Scoliacma heringi Gaede, 1925
- Scoliacma liniata Butler, 1880
- Scoliacma ligneofusca Rothschild, 1912
- Scoliacma nana Walker, 1854
- Scoliacma virginea Bethune-Baker, 1908